# Ashaig
Ashaig  is een gehucht in de buurt van Broadford op het eiland Skye in Highland (Schotland). In Ashaig bevindt zich de kleine airstrip van Broadford die vandaag niet meer wordt gebruikt voor commerciële vluchten. 